# Kompostárenská technologie
Kompostárenská technologie je postup výroby kompostů z odpadů zahrnující úpravu odpadů, homogenizaci, aeraci (termíny a způsob překopávek, intenzitu a způsob nucené ventilace), fermentaci (minimální teplotu a dobu jejího udržení, celkovou dobu zrání, z toho zdržení ve fermentoru, režim fermentoru, úpravu vlhkosti) a úpravu hotového výrobku (separaci nežádoucích hmot, zrnitostní úpravu aj.).